# 阿布贾城铁
阿布贾城铁（英語：或）是尼日利亚联邦首都特区的通勤铁路系统。它是该国和西非的第一条通勤鐵路。该项目的一期工程将市中心与纳姆迪·阿齐基韦国际机场连接起来，中间途径阿卡铁路的伊都火车站。阿布贾城铁于2018年7月12日开通，并于次周向乘客开放。但受新冠肺炎疫情影響，該線路的客運服務於2020年初暫停，并于2024年5月29日恢复运营。

## 历史

### 背景
尼日利亚是非洲人口最多的国家，也是非洲最大的经济体之一，主要的铁路线路是英国殖民统治者在尼日利亚1960年独立之前建成的。几十年来，尼日利亚的经济增长一直受到交通基础设施薄弱的阻碍。由于市中心生活成本高，在尼日利亚首都工作的人多居住在阿布贾郊区或卫星城。而许多道路年久失修导致了高峰时段的交通拥堵。

### 规划与建设
早在1981年，尼日利亚就对阿布贾地区铁路交通系统进行了规划。阿布贾城市轨道交通系统线路的概念设计和可行性研究于2006年7月正式启动。2007年5月，中国铁建中土集团下属的尼日利亚公司作为总承包商获得了前两段（被称为Lot1A和Lot3）的建设合同，项目业主为尼日利亚首都地区部，咨询监理公司是比利时。2008年，尼日利亚首都地区重新进行城市规划，原铁路走廊西移，线路重新勘测。为了加快城铁建设，业主首都地区部、比利时监理公司与中土集团共同决定分段施工、分段开通线路。尼日利亚以原油为主要收入，受国际油价影响经济形势持续下滑，物价与人工成本上涨，首都地区部的预算执行力低，外加缺乏资金，线路重新勘测，都对项目进度造成影响。城铁项目实际于2009年8月25日开工，一期工程迟至2013年1月开工。:17,20
2012年，尼日利亚航空部授标城铁建阿布贾新机场航站楼，为了实现旅客在航站楼和城铁之间的便捷换乘，避免工程爆破对机场的干扰，同时保障项目工期，项目部向业主提出将城铁机场站改址，业主对此认可。
2017年8月，城铁项目部开始为业主首都地区部培训运营人员，近百名尼日利亚青年在项目部学习通信系统专业课程和实践。
2018年1月阿布贾城铁开始试运行，同年7月12日开通。阿布贾城铁一期开通运营仪式在阿布贾市中心城铁站举行，尼日利亚总统布哈里出席仪式并剪彩。奈及利亞联邦交通部、外交部、内政部和首都区等部部长、中国驻尼日利亚大使周平剑、经商参赞赵林祥和中铁建中土集团领导出席了仪式活动。

### 二期工程
2017年5月，中国土木工程集团有限公司与尼日利亚联邦政府首都地区部签订了阿布贾城铁二期工程合同，双方还同时签订了阿布贾城铁一期动车组和车辆段设备采购合同及阿布贾城铁一期运营管理合同。签约的二期工程，全长32.535公里，设计最高运行速度100公里/小时，工期54个月。项目合同金额约14.73亿美元，约折合101.66亿元人民币。设备采购合同主要内容为提供12列内燃动车组、车辆段设备和三年的动车组维护保养服务，运营管理服务包含5个月筹备期和36个月正式运营期。城铁二期工程将连接阿布贾主城区与周边的卫星城，带动整个城市群的发展。

## 运营

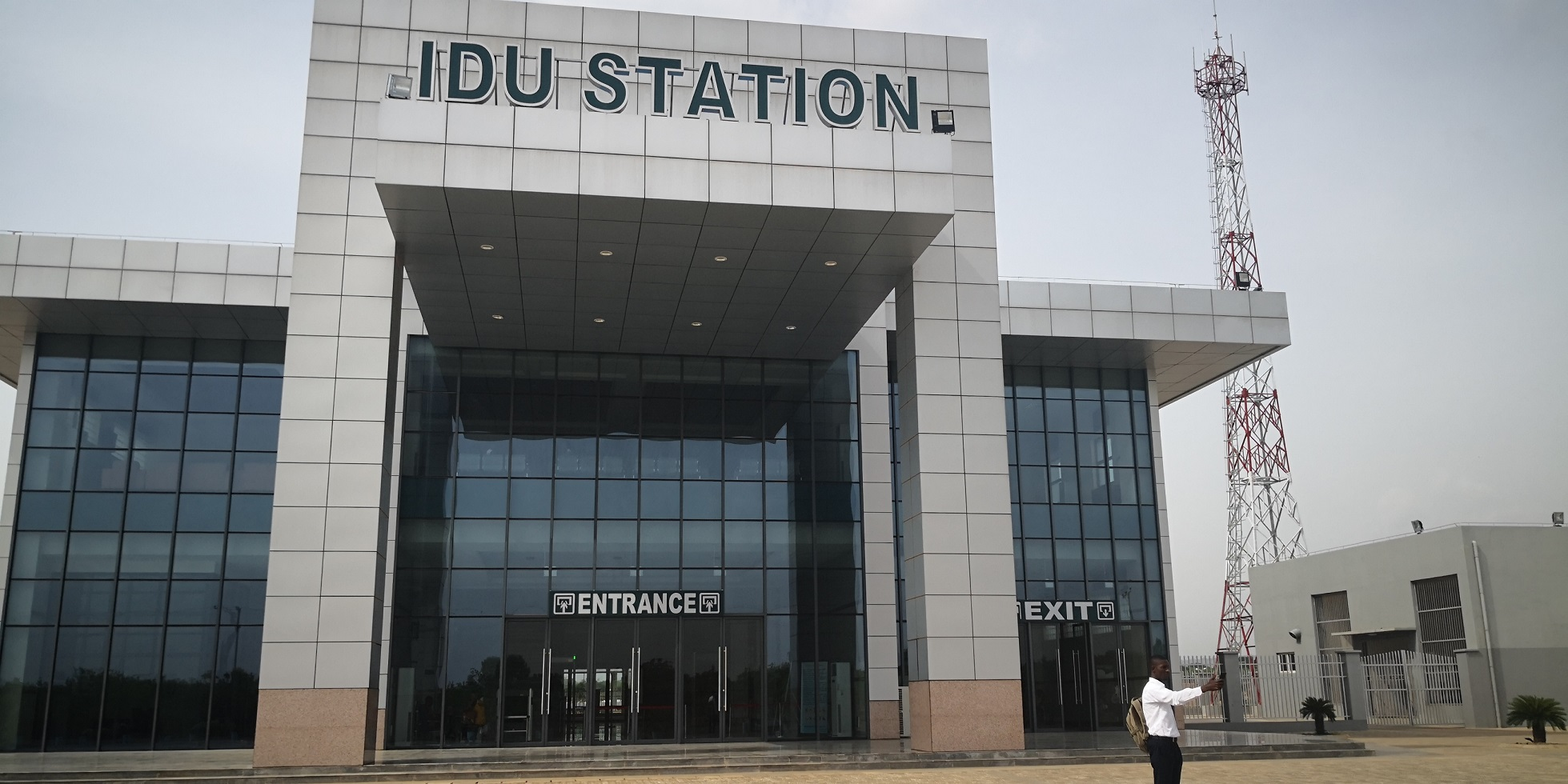
伊都站站房外

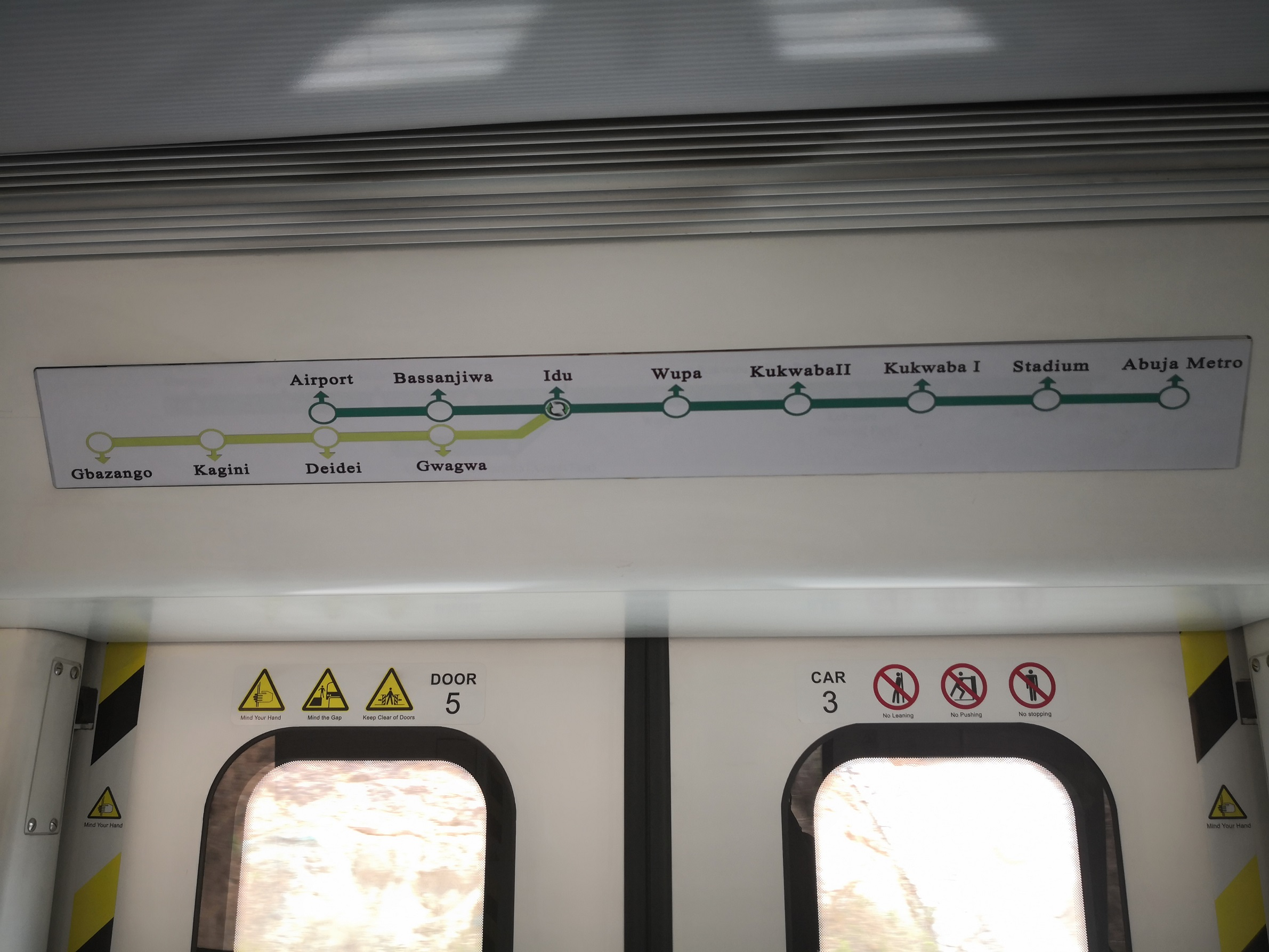
伊都站线路

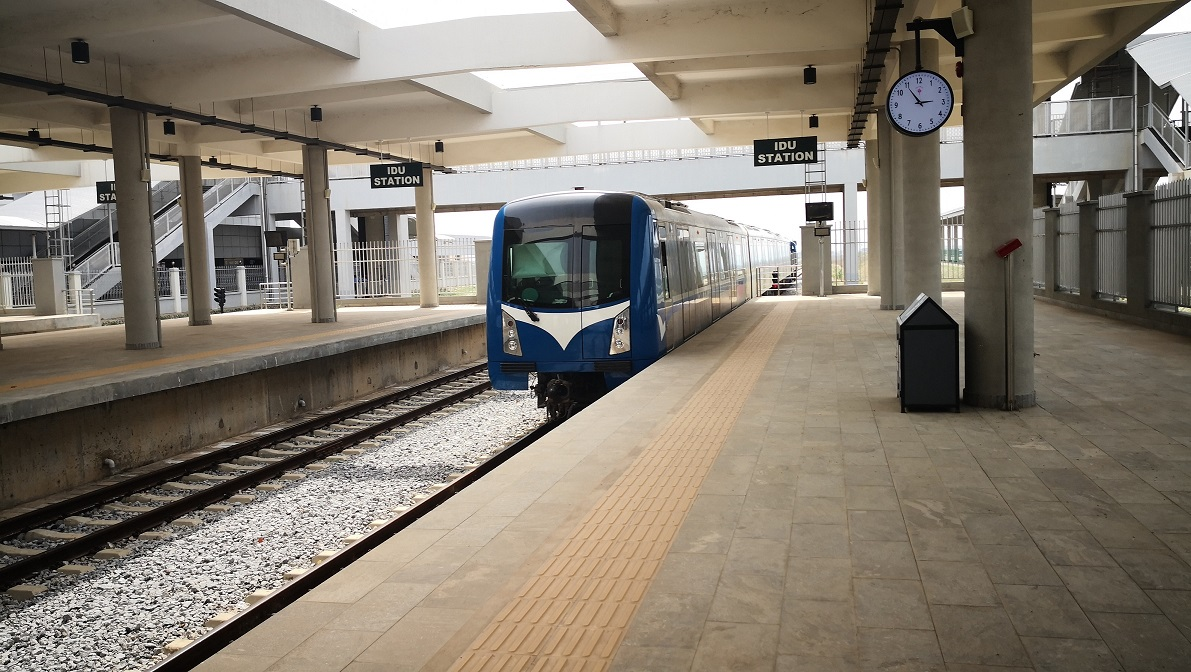
伊都站站台

城铁一期工程将阿布贾的纳姆迪·阿齐基韦国际机场、西北郊卫星城、城市中央商务区、伊都工业园区连接起来，并在伊都站连接拉卡铁路。城铁工程计划建设的290公里的路网将分为六期开发，由中国土木工程集团有限公司承建并提供运营服务，工程预计花费8.24亿美元，其中60%由中国进出口银行提供贷款援助。
2018年开通时，只有阿布贾地铁站和机场之间的路段在运营，在伊都设有一个中间站。其余九个没有投入运营的车站预计于2020年开通。当时该线路的时间表远不如世界各地其他轻轨系统密集；每天有三班从伊都到阿布贾地铁站的列车，其中两班仅在工作日全程运行到机场。 
然而受新冠肺炎疫情影響，該線路的客運服務於2020年初暫停，停运期间基础设施遭到人为破坏。2023年8月联邦首都特区的官员表示阿布贾城铁将在8个月内，即2024年4月前修复。2024年5月29日在尼日利亚总统博拉·蒂努布宣布下，阿布贾城铁恢复运营，並宣布至该年底前免費出行，使用12组中车大连公司制造列車，目前每天營運14趟車次；除恢复运营外，阿布贾城铁同时开通一期工程全部12个车站，并向承包商中铁建中土集团支付了3000萬美元的欠款。

## 车辆
这条线路使用的车辆最初只有一列1动3拖的4辆编组的动车组，另外三列计划于2020年中期交付。1动3拖的4辆编组中，动车长16.938m，轴重18T，拖车长22.800m，轴重14T:18。2017年12月，中车大连生产的首批出口尼日利亚城铁车辆在伊都车站正式亮相。2018年7月12日开始载客运营，然而实际运营由内燃机车牵引，动车组未提供动力。
2018年7月，中车大连公司与中国土木工程集团有限公司签订了，出口尼日利亚阿布贾城铁一期工程增购12列内燃动车组的车辆采购及维保合同。2019年12月20日，中车大连公司制造的阿布贾城铁增购内燃动车组首两列出厂交付并举办出厂仪式，该车是2动2拖4辆编组，为中车大连公司首次研制的动力分散内燃动车组项目，同时也是中国首次向西非交付城市轨道交通用动力分散式内燃动车组。增购列车于2024年5月29日阿布贾城铁恢复运营时投入使用。

## 路网

阿布贾城铁路网图

城轨路网的第一部分于2018年7月12日投入使用，在一期工程开通了三个车站。星号表示於2020年投入服務的车站。

### 黄线
黄线又称机场线、机场快轨、Lot3，从阿布贾市中心的中央商务区经过卫星城库布瓦（Kukwaba）、工业区伊都，到纳姆迪·阿齐基韦国际机场。
| 车站               | 位置                                    |
| ------------------ | --------------------------------------- |
| 阿布贾地铁（Abuja Metro）     | 9°03′02″N 7°28′19″E / 9.0505°N 7.4719°E |
| 阿布贾市体育馆（Stadium） | 9°02′45″N 7°27′06″E / 9.0459°N 7.4517°E |
| 库布瓦I（Kukwaba I）        | 9°02′25″N 7°26′28″E / 9.0402°N 7.4410°E |
| 库布瓦II（Kukwaba II）       | 9°01′50″N 7°25′21″E / 9.0306°N 7.4226°E |
| 吴怕（Wupa）           | 9°01′29″N 7°23′42″E / 9.0247°N 7.3950°E |
| 伊都               | 9°02′48″N 7°20′32″E / 9.0466°N 7.3421°E |
| Bassanjiwa         | 9°00′49″N 7°16′57″E / 9.0136°N 7.2824°E |
| 机场（Airport）           | 9°00′22″N 7°16′19″E / 9.0062°N 7.2720°E |

### 蓝线
蓝线又称1A线，Lot1A，连接伊都与巴桑戈（Gbazango）。
| 车站       | 位置                                    |
| ---------- | --------------------------------------- |
| 伊都       | 9°02′48″N 7°20′32″E / 9.0466°N 7.3421°E |
| 呱呱（Gwagwa）   | 9°05′24″N 7°17′07″E / 9.0901°N 7.2852°E |
| Deidei     | 9°06′22″N 7°17′14″E / 9.1061°N 7.2872°E |
| Kagini     | 9°07′28″N 7°17′32″E / 9.1245°N 7.2922°E |
| 巴桑戈（Gbazango） | 9°09′13″N 7°18′40″E / 9.1536°N 7.3110°E |

## 未来扩展
计划建设的路网总长为290公里，分为六期工程。
- 二期 从呱呱（Gwagwa）经阿布贾市中心（Abuja Metro）站到Nyanya / Karu；
- 四期 连接Kuje与Karsh，并包括二期工程线路的其余部分；
- 五期 从Kubwa经过Bwari到Suleja；
- 六期 从机场经Kuje和Gwagwalada到Dobi。

## 影响与评价
阿布贾城铁项目建设过程中，中土公司多次帮助线路附近的村庄维修道路，还向当地捐建小学教室和物资。城铁建设过程也促进了尼日利亚水泥、钢铁、石油等大宗材料行业的发展，当地税收及大型进口设备材料关税给尼日利亚带来了可观的财政收入。同时承包商推行本土化策略，提供直接就业机会3000余个，为尼日利亚解决了大量就业问题。城铁一期工程开通时，中土公司预计运营公司员工将达千人，间接创造就业岗位将数以万计。在资金有限的前提下，分段开通的城铁尽可能大的发挥了其社会效益，并结束了尼日利亚没有城市轨道交通的历史。:80阿布贾政府有意将城铁修建在公路稀少的街区，以期带动当地的发展。自从城铁动工修建以来，沿线的地价已经上涨了好几倍。
一位乘客告诉路透社记者，从阿布贾市中心到机场，如果走公路，路途很远，而且费用相当昂贵，但现在有了城铁，路途变得更轻松了。当地的一个退休公务员认为，相比于当地常见的出租车与面包车，城铁遵守时间表，而且不断扩建的城铁网络将减轻道路交通网的压力。住在阿布贾西南郊区的小学教师艾斯塔表示，以前要想在7点半前赶到学校，须在清晨5点起床，并换乘3次交通工具，晚上7点以后回到家已是精疲力竭；改乘城铁只需换乘一次小巴，节省的交通费用可以补贴家用；在路上节省的时间可以多陪伴家人。尼日利亚联邦首都区常务秘书克里斯蒂安也表示，阿布贾城铁连接了机场、卫星城、工业园区与市中心，并与阿卡铁路实现无缝衔接，有效缓解了市政道路交通压力。城铁还将带动沿线地区的经济发展，并对改善尼日利亚整体投资环境和促进区域经济协调发展发挥重要作用。中土集团利用同时建设城铁、纳姆迪·阿齐基韦国际机场航站楼和阿卡铁路3个重要基础设施的机会，与尼日利亚3个不同的政府主管部门多次沟通，最终使阿布贾城铁无缝连接国际机场、干线铁路，推进了阿布贾立体综合交通体系的形成。
另外，中土尼日利亚公司阿布贾城铁运营事业部总经理孔涛表示，阿布贾城铁项目还培训了一支现代化铁路建设和轨道交通管理及运营团队，尼日利亚方面将在轨道交通领域具备自我建设、自我发展的能力。
同时，阿布贾城铁项目是中国铁路规范和标准第一次整体出口非洲，是西非首条采用全套中国标准和中国装备建造的铁路。执行中国铁路规范和标准给承包商中土集团带来了施工上的便利，同时在向尼日利亚行政机构、欧洲监理公司等解释说明中国铁路规范与标准时带来了挑战。:20城铁的建设推动了中国铁路标准在尼日利亚市场的推广和普及，并带动了施工机械、机车车辆、钢材、机电产品等中国设备、材料、相关配件出口和中国劳务输出。阿布贾城铁获得了2018年度中国铁建杯奖，2018-2019年度中国建设工程鲁班奖（境外工程）。
但受新冠肺炎疫情影響，該線路的客運服務於2020年初暫停，停运期间基础设施遭到人为破坏。直到2024年5月29日阿布贾城铁才恢复运营。